# اسپکتر (فیلم ۲۰۱۵)
اسپکتر (انگلیسی: Spectre) بیست و چهارمین فیلم از مجموعه فیلم‌های جیمز باند است که توسط سام مندس کارگردانی شده‌است. در فیلم اسپکتر، دنیل کریگ برای چهارمین بار نقش مأمور ۰۰۷ را بازی کرده‌است. اندرو اسکات، دیو باتسیتا، مونیکا بلوچی، کریستوف والتز و لئا سیدو از دیگر بازیگران این فیلم‌اند.اسپکتر از ۲۶ اکتبر ۲۰۱۵ در بریتانیا به نمایش درآمد، و در ۶ نوامبر ۲۰۱۵ نیز در آمریکا اکران شد(ناگفته نماند که برا افراد زیر سن 12 توصیه نمیشود).
اسپکتر که در زبان انگلیسی خلاصه شده عنوان مدیریت ویژه ضدجاسوسی، تروریسم، انتقام و اخاذی است، نام یک سندیکای خیالی بین‌المللی جنایی است که مرد شماره یک آن ارنست استاورو بلوفلد است.

## داستان
در مکزیکو سیتی، جیمز باند، مأمور MI6، یک بمب‌گذاری را در جشنواره روز مردگان خنثی می‌کند. باند حلقه ای با اختاپوس از مهاجم، مارکو اسکیرا، به دست می‌آورد و ارتباط خود را با یک سازمان مخفی آشکار می‌کند.
در لندن، گرت مالوری، ام فعلی، باند را به دلیل اقدام غیرمجازش تعلیق می‌کند. M درگیر جنگ قدرت با مکس دنبیگ (که باند او را "C" می‌نامد)، مدیر کل سرویس اطلاعاتی مشترک جدید و تحت حمایت خصوصی که از ادغام MI5 و MI6 تشکیل شده‌است. C از بریتانیا برای پیوستن به ابتکار نظارت و اطلاعات جهانی "نه چشم" و تعطیل کردن بخش "۰۰" کمپین می‌کند. باند، که در مأموریتی بود که پس از مرگ توسط M قبلی برای از بین بردن اسکیرا و ردیابی کارفرمایانش تعیین شده بود، با ایو مانی پنی و کیو موافقت کردند که مخفیانه به باند کمک کنند.
به دنبال دستورهای قبلی ام، باند در مراسم تشییع جنازه اسکیرا در رم شرکت می‌کند و بیوه اش لوسیا را از دست قاتلان نجات می‌دهد. لوسیا ارتباط اسکیرا را با یک شبکه تروریستی که توسط رهبر فرانتس اوبرهاوزر اداره می‌شود، فاش می‌کند، که بیست سال تصور می‌شود مرده‌است. باند با استفاده از حلقه اسکیرا به جلسه ای نفوذ می‌کند که اوبرهاوزر «شاه رنگ پریده» را برای ترور هدف قرار می‌دهد. اوبرهاوزر باند را می‌شناسد که با استون مارتین DB10 تغییر یافته از شهر فرار می‌کند که توسط دست راست اوبرهاوزر Hinx تعقیب می‌شود. مانی پنی پادشاه رنگ پریده را آقای وایت، یکی از اعضای سابق شرکت فرعی سازمان، کوانتوم، معرفی می‌کند.
باند وایت را تا آلتاوسی دنبال می‌کند، جایی که او بر اثر مسمومیت با تالیوم در حال مرگ است. باند پیشنهاد می‌کند از دخترش، روان‌پزشک مادلین سوان، که دانشی در مورد "L'Américain" دارد، محافظت کند. وایت خودکشی می‌کند. باند سوان را پیدا می‌کند که تمایلی به اعتماد به او ندارد تا اینکه توسط هینکس و نیروهایش ربوده شود. باند سوان را نجات می‌دهد و اعتماد او را به او جلب می‌کند. کیو لو شیفر، دومینیک گرین و رائول سیلوا را به عنوان عوامل سازمان اوبرهاوزر که سوان فاش می‌کند اسپکتر نام دارد، نشان می‌دهد. سوان باند را به L'Américain می‌برد، هتلی در طنجه، جایی که یک اتاق مخفی آنها را به پایگاه اوبرهاوزر در صحرا هدایت می‌کند.. Hinx در مسیر رسیدن به پایگاه به آنها کمین می‌کند، اما آنها با او مبارزه می‌کنند و او را شکست می‌دهند.
با رسیدن به پایگاه، باند و سوان با اوبرهاوزر روبرو می‌شوند که مشارکت اسپکتر در سرویس اطلاعات مشترک و برنامه Nine Eyes را فاش می‌کند و همچنین افشا می‌کند که در بسیاری از حوادث از جمله مرگ وسپر لیند و ام نقش داشته‌است. سی که در طرح اسپکتر شریک است، قصد دارد به اسپکتر دسترسی نامحدود به اطلاعات جمع‌آوری شده توسط Nine Eyes بدهد. اوبرهاوزر پس از نشان دادن یک ضبط ناراحت‌کننده از خودکشی پدرش به سوان، باند را تحت شکنجه جراحی مغز و اعصاب قرار می‌دهد. او دربارهٔ گذشته مشترک خود با باند برای سوان صحبت می‌کند و فاش می‌کند که آنها پس از مرگ والدین باند برادر خوانده شدند. اوبرهاوزر که به عشق تازه پدرش به باند حسادت می‌کرد و از سهل‌انگاری خشمگین بود، او را کشت و مرگ خودش را نیز جعل کرد. از آن زمان، او اسپکتر را با هدف هدف قرار دادن باند تأسیس کرد و نام ارنست استاورو بلوفلد را برگزید.. باند و سوان آزاد می‌شوند، بلوفلد را با یک ساعت مچی انفجاری متحیر می‌کنند و پایگاه را قبل از فرار به لندن نابود می‌کنند تا از آنلاین شدن Nine Eyes جلوگیری کنند.
در لندن، باند، سوان، ام، کیو، بیل تانر و مانی پنی گرد هم می‌آیند تا سی را دستگیر کنند. با این حال، سوان و باند به‌طور جداگانه توسط مأموران اسپکتر ربوده می‌شوند در حالی که بقیه به نقشه ادامه می‌دهند. پس از اینکه Q از آنلاین شدن Nine Eyes جلوگیری می‌کند، درگیری مرگبار بین M و C منجر به مرگ C می‌شود. باند به خرابه‌های ساختمان قدیمی MI6 برده می‌شود، که قرار است پس از بمباران سیلوا تخریب شود، جایی که سوان اسیر است. بلوفلد که از تخریب پایگاه با زخم‌های سنگین روی صورتش جان سالم به در برد، به باند یک اولتیماتوم سه دقیقه ای می‌دهد تا سوان را نجات دهد یا با مرگ روبرو شود. باند سوان را پیدا می‌کند و با فروریختن ساختمان فرار می‌کنند. باند هلیکوپتر بلوفلد را که روی پل وست مینستر سقوط می‌کند، ساقط می‌کند. بلوفلد زنده می‌ماند و توسط ام دستگیر می‌شود.
بعداً، باند استون مارتین DB5 بازسازی شده خود را از کیو دریافت می‌کند و با سوان می‌رود

## بازیگران
- دنیل کریگ در نقش جیمز باند، مأمور ۰۰۷
- کریستوف والتس در نقش فرانز اوبرهاوزر(ارنست استاورو بلوفلد)، رئیس سازمان specter و دشمن باند
- لئا سیدو در نقش مادلین سوآن، روان‌پزشکی که در یک کلینیک در کوه‌های آلپ کار می‌کند و دختر آقای وایت
- مونیکا بلوچی در نقش لوسیا سیارا، همسر مارکو اسکیار
- اندرو اسکات در نقش سی (مکس دنبیگ)، رئیس سرویس مخفی اطلاعات جدید و عضو specter
- دیوید باتیستا در نقش آقای هینکس، عضو specter
- رالف فاینس در نقش ام، رئیس سرویس مخفی اطلاعات بریتانیا
- نائومی هریس در نقش ایو مانی پنی، منشی ام
- بن ویشاو در نقش کیو، مدیر بخش فنی
- یسپر کریستنسن در نقش آقای وایت، عضو specter و پدر مادلین سوان
- روری کینیار در نقش بیل تنر، رئیس ستاد ام